# Binaurální nahrávky

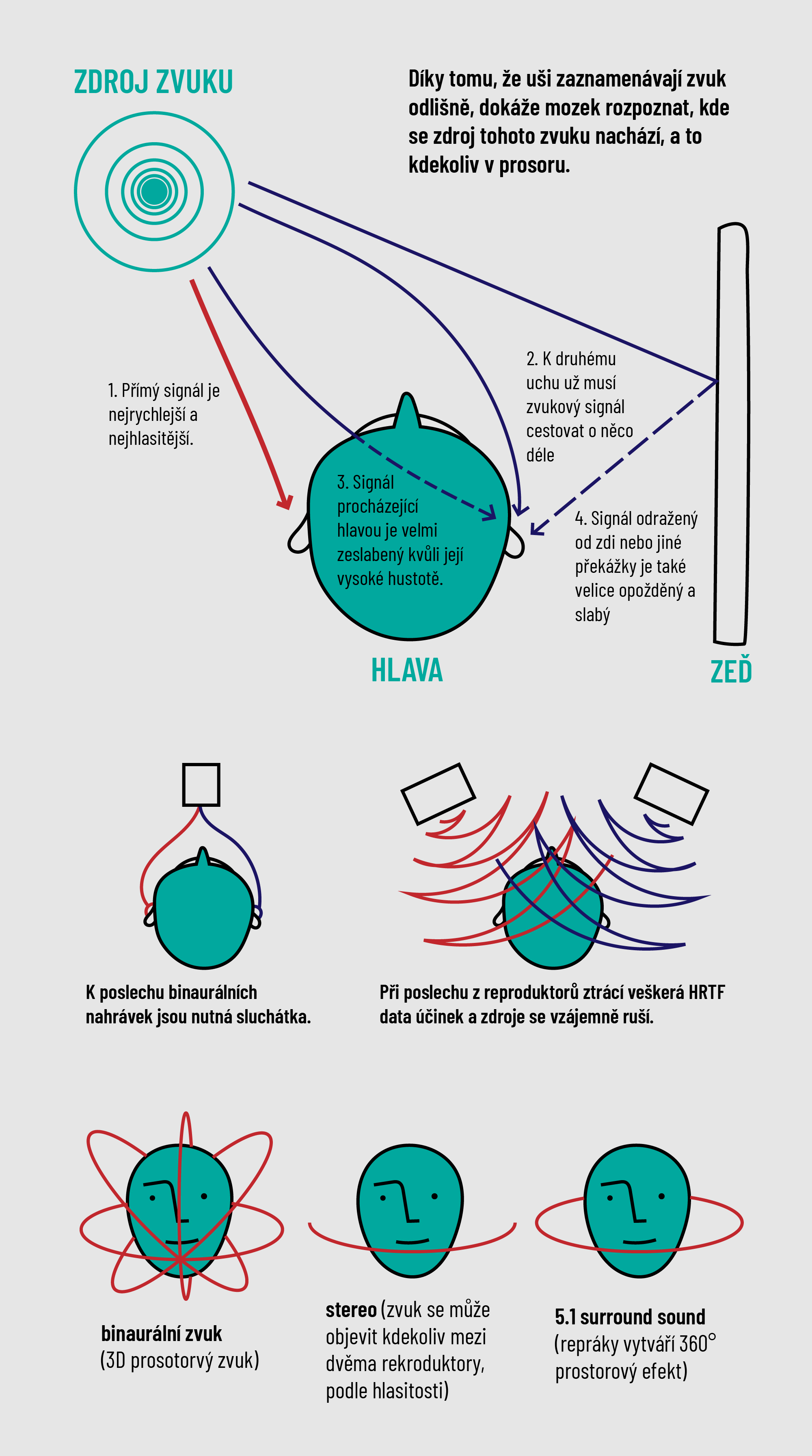
schéma popisující rozdíl v přijímaném zvuku

Binaurální nahrávky jsou záznamy binaurálního zvuku. Binaurální zvuk se vyznačuje tím, že rozdíl mezi frekvencemi na pravé a levé straně je maximálně 30 Hz. Pro názornou představu, když do levého ucha pouštíme tón s frekvencí 400 Hz a do pravého ucha pouštíme tón s frekvencí 410 Hz, má vzniklý binaurální tón frekvenci 10 Hz.
Tato situace nastává prakticky kdykoliv něco slyšíme. Pokud máme například zdroj zvuku na pravé straně od hlavy, pravé ucho tento zvuk slyší intenzivněji než levé, a zároveň se zvuk k levému uchu dostane o krátkou chvíli později. A samozřejmě zvuk, který se odrazí od nějaké překážky (například zdi, nebo torza) je nejopožděnější. Těmto časovým rozdílům se říká ITD (interaural time differences).
Všechny tyto malé frekvenční a časové rozdíly způsobují v naší hlavě iluzi prostoru. Při poslechu binaurálních nahrávek tak dokážeme lokalizovat jednotlivé zdroje zvuků, jako by byly kolem nás.
Smysl binaurálních nahrávek je co nejvěrněji napodobit lidské vnímání zvuku. K jejich vytvoření je tedy potřeba zohlednit mnoho faktorů, například velikost a tvar hlavy, zvukovodu, nosních a ústních dutin nebo vzájemnou vzdálenost uší. To vše transformuje slyšený zvuk: zesiluje nebo tlumí frekvence a vytváří časové rozdíly, jak již bylo zmíněno. Všechny tyto lidské faktory nazýváme HRTF (head-related transfer function).

## Jak funguje binaurální nahrávání
Aby byly simulovány HRTF jevy, umístí se mikrofony do uší figuríny, která má tvar i hustotu lidské hlavy. Vzájemná vzdálenost mikrofonů je přibližně 18 cm, což je průměrná vzdálenost uší. Mikrofony zachycují a zpracovávají zvuk přesně tak, jak by ho slyšely lidské uši. K poslechu binaurálních nahrávek je nutné mít sluchátka.

## Rozdíl mezi stereo a binaurálními nahrávkami
HRTF data také tvoří hlavní rozdíl mezi binaurálními a stereofonními nahrávkami. Stereo totiž také pracuje s dvěma zdroji zvuku. Logicky tedy také dochází k mírnému rozdílu v čase a intenzitě nahraného zvuku. Nezohledňuje už ale lidské faktory. Ve výsledku tedy také tvoří iluzi prostoru, ne ale tak rozsáhle. Zároveň pokud posloucháte stereo z reproduktorů, dochází ke vzájemnému rušení zvuků z každého zdroje (poslech není tak kvalitní) a pokud posloucháte stereo se sluchátky, schází zmíněná HRTF data. V obou případech tak nemůže být dosaženo efektu trojrozměrného zvuku tak dobře jako s binaurálními nahrávkami.

## Nahrávací metody a mikrofony

### Pravý binaurální zvuk

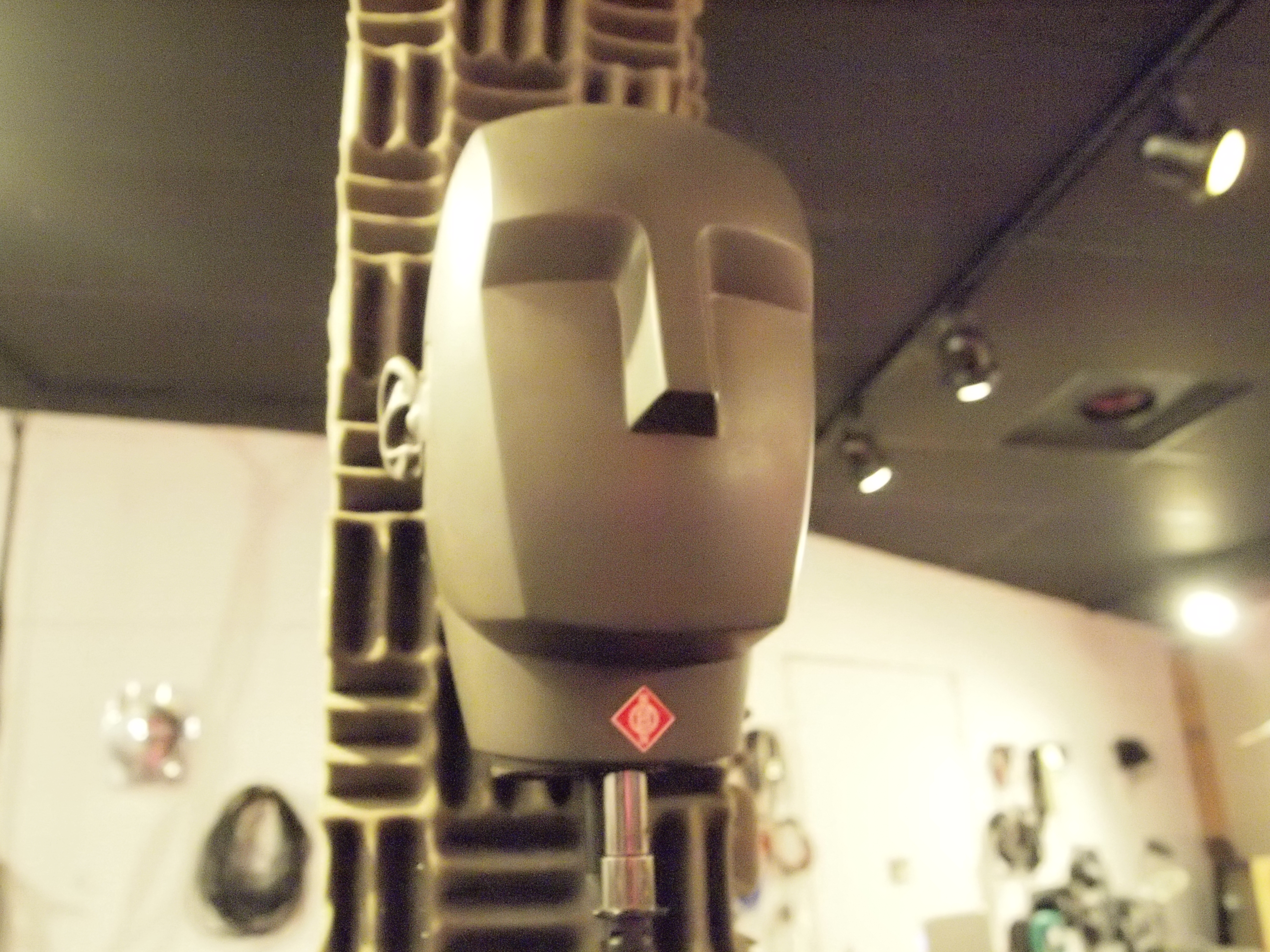
mikrofon Neumann KU 100

K nahrání pravého binaurálního zvuku se používají anatomicky co nejpřesnější makety figurín.

#### Neumann KU 100
Jedná se o zatím nejlepší nahrávací zařízení v oboru pravého (skutečného) binaurálního zvuku. Používají jej hudebníci, zvukoví inženýři a další profesionálové zabývající se nahráváním zvuku.

#### G.R.A.S head and torso simulator KEMAR (HATS)
KEMAR (Knowles Electronics Manikin for Acoustic Research) byl vyvinut společností G.R.A.S v roce 1972 pro použití v audiologickém průmyslu při vývoji naslouchadel. Model KEMAR se však rozšířil i do dalších průmyslových odvětví, jako jsou telekomunikace, vývoj automobilů atd. Tento model byl navržen i s trupem, což umožňuje zaznamenávat ještě přesnější HRTF data.

#### Brüel & Kjær head and torso simulators (HATS)

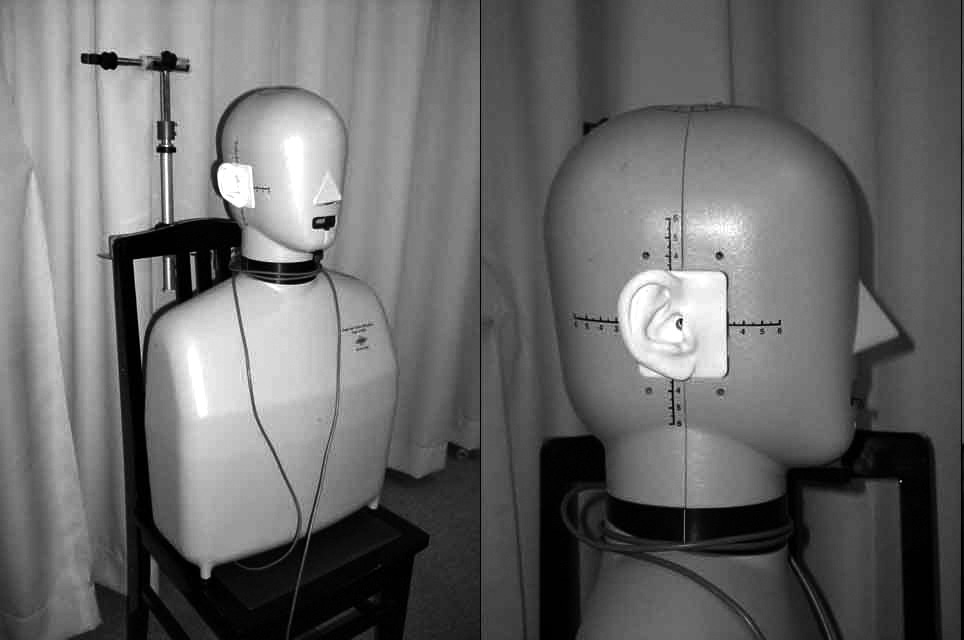
mikrofon Brüel & Kjær head and torso simulators (HATS)

Tento model od dánské firmy Brüel & Kjær se stejně jako KEMAR skládá i z torza. Byl navržen pro elektroakustické testy telefonních sluchátek, audio konferenčních zařízení, mikrofonů, sluchátek, naslouchadel, chráničů sluchu a inteligentních reproduktorů.

### Binaurální mikrofony do uší
Tuto formu zajišťují zařízení připomínající sluchátka, u kterých ale byly reproduktory nahrazeny mikrofony. Mikrofony se nasadí do uší a figurína je tak nahrazena pravým člověkem. Toto zařízení je výrazně levnější, než zmíněné “dummy head” mikrofony. Na druhou stranu mikrofony částečně blokují sluch, což by mohlo ovlivnit „přirozenost“ nahrávek, protože je znemožněna reakce na okolní zvuky.

#### Hooke Verse
Hooke Verse je bezdrátová souprava využívající Bluetooth. Umožňuje uživateli zachytit 3D zvuk buď jako zvukový záznam, nebo jako video se zvukovým záznamem pomocí aplikace Hooke Audio. Zařízení navíc využívá kryty, které redukují hluk způsobený větrem.

#### Sound Professionals SP-TFB-2
Soustava mikrofonů, která se opět používá stejně jako sluchátka. Mikrofon je v tomto případě umístěn přímo nad zvukovodem, tedy hlouběji v uchu, než je tomu u ostatních zmíněných zařízení.

### Pseudo binaurální zvuk
Pseudo techniky jsou “méně čisté” formy záznamu binaurálního zvuku. Stále vytváří trojrozměrný efekt, ale neimituje některé lidské aspekty (jako je hustota lidské hlavy atd.) 

#### 3Dio range
Tento model se skládá pouze z páru silikonových uší (tedy bez oddělovacího prvku uprostřed) 3Dio se zcela spoléhá na použití “ušních forem” k dosažení binaurálního efektu.

#### ZiBionic
ZiBionic je zařízení, které slouží pro nahrávání ASMR zvuku. Podobně jako 3Dio nemá ZiBionic žádný model hlavy.

#### Sound.Codes Kaan
Zde se opět jedná o model bez hlavy. Je to 3D tištěný model, který je specifický tím, že tvar zvukovodu makety odpovídá průměrnému tvaru lidského zvukovodu.

## Nevýhody binaurálního nahrávání
Mezi největší nevýhody binaurálních nahrávek patří těžká přenositelnost makety s mikrofony, a hlavně nemožnost poslouchat nahrávky bez sluchátek. 
Dále také nastává problém se samotným tvarem figuríny. Každá lidská hlava má totiž odlišné parametry a vzhledem k těmto rozmanitostem HRTF není možné vytvořit binaurální efekt kompatibilní s ušima každého člověka.
S tím souvisí další problematika týkající se témbrálního zabarvení (= změna barvy tónu nebo hlasu). Tento problém způsobuje nedostatečné nebo omezené množství HRTF dat a již zmíněná jedinečnost těchto dat pro každého člověka. Naše uši mají velmi složitý způsob, jak interpretovat zvuk. Proto každá menší změna ovlivňuje výsledný záznam.  
K potlačení témrálního zabarvení se tedy kromě co největšího množství HRTF dat někdy používá HRTF filtr. Ten ale vyžaduje masivní manipulaci se zvukem.